# Munida tenuimana
Munida tenuimana is een tienpotigensoort uit de familie van de Munididae. De wetenschappelijke naam van de soort werd in 1872 voor het eerst geldig gepubliceerd door Georg Ossian Sars.